# Giuseppe Prestia
Giuseppe Prestia (Palermo, 13 november 1993) is een Italiaans voetballer die doorgaans speelt als centrale verdediger. In juli 2025 verruilde hij Cesena voor Internazionale.

## Clubcarrière
Prestia speelde in de jeugdopleiding van Palermo, waar de verdediger aanvoerder was bij het belofteteam. Op 15 december 2010 debuteerde de jongeling onder coach Delio Rossi in de Europa League tegen Lausanne-Sport (0–1 winst). In juni 2012 werd bekendgemaakt dat Prestia voor de duur van één seizoen op huurbasis bij Ascoli zou gaan spelen. De verdediger kon daar meer wedstrijdritme opdoen, wat hem gezien de vijfentwintig optredens voor de club, ook wel lukte.
Na zijn terugkeer in Palermo werd hij echter opnieuw van de hand gedaan, maar nu definitief. Parma nam Prestia over. Dat huwelijk werd echter geen groot succes, want al een maand later werd de verdediger opnieuw verkocht. Crotone bleek uiteindelijk de club waar hij wel zou gaan spelen in het seizoen 2013/14. In februari 2014 werd hij voor een half seizoen verhuurd aan Oțelul Galați. Hierna bleef Prestia in Roemenië voetballen, door bij Petrolul Ploiești te gaan voetballen.
Na een halfjaar keerde hij terug naar Italië, waar hij tekende bij Catanzaro. In de zomer van 2017 tekende de centrumverdediger bij Virtus Francavilla. Na één seizoen nam Alessandria de centrumverdediger over. Prestia speelde vier seizoenen voor Alessandria, voor hij verkaste naar Cesena. In de zomer van 2025 trok Internazionale hem aan voor het tweede elftal.